# Замак Шпилберк
Замак Шпилберк је средњовековни замак на врху брда у Брну, у Чешкој.

## Историја
Замак је саграђен средином XIII века.
Изградио га је чешки краљ Отакар II Пшемисл.
Налази се на брду које се налази изнад историјског центра Брна.
Замак је временом прерастао у тврђаву која је служила као најутврђенији затвор у Аустро-угарској.
Аустријски цар Франц Јозеф I је 1855. године укинуо затвор и од тада је замак служио као војна касарна. 
Војска се задржала у њему преко 100 година.
1959. године Чешка армија је напустила замак и од тада се у Шпилберку налази седиште музеја града Брно.
У подножју замка, на западној страни, налази се православни храм посвећен Светом Вацлаву.